# St. Clemens (Büsum)

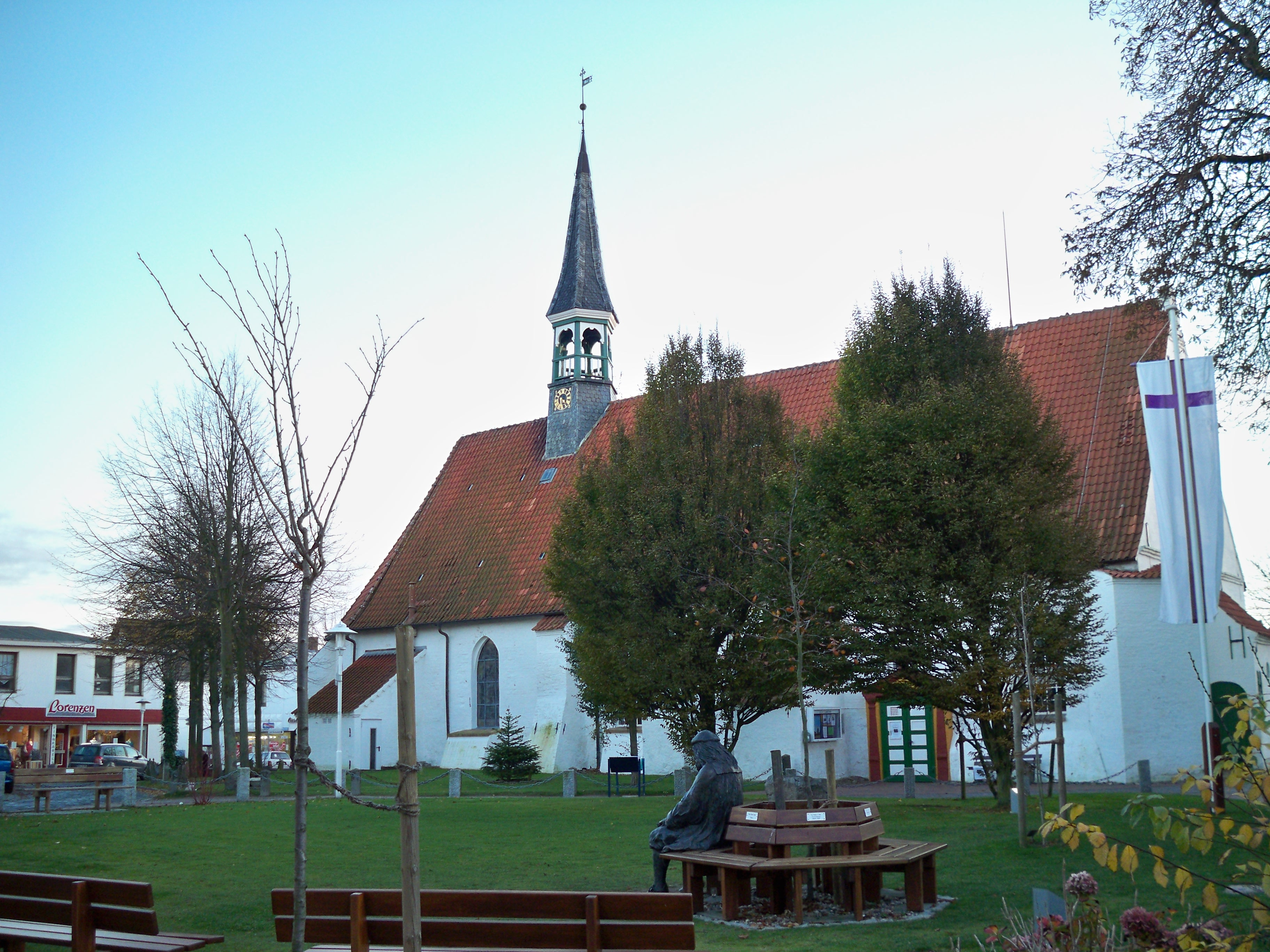
Nordwestseite

Die St.-Clemens-Kirche in Büsum ist ein evangelisch-lutherischer Sakralbau aus dem 15. Jahrhundert. Sie wurde dem heiligen Clemens von Rom, dem Schutzheiligen der Schiffer, Fischer und Küstenbewohner geweiht und trägt daher auch den Namen Fischerkirche.

## Geschichte
Eine Kirche in Büsum ist für 1140 bezeugt. Die erste Kirche fiel der großen Mandränke von 1362 zum Opfer. Eine zweite Kirche brannte ab. 1442 errichteten die Bewohner Büsums die heute noch vorhandene Kirche auf einer aufgeschütteten Warft. Ausgrabungen zeigten, dass im Fundament zwischen dem Chorbogen und dem Raum von der Kanzel bis zur Westwand andere Fundamentsteine zum Einsatz kamen. Man nimmt daher an, dass die heutige Kirche auf den Resten eines Vorgängerbaus errichtet wurde. 1728 erneuerte man die Westseite der Kirche und baute ein Treppenhaus an. In dieser Zeit drohte auch die Südwand einzustürzen, woraufhin die Gemeinde das gotische Gewölbe abreißen und durch eine flache Holzbalkendecke ersetzen ließ; zusätzlich wurden an der Nordseite Stützpfeiler errichtet.

## Architektur
Die Kirche wurde 1442 aus Backstein errichtet und mit einem weißen Putz versehen. Das Bauwerk ist nicht exakt geostet. Der Chor zeigt vielmehr nach Südost. Man vermutet, dass die Kirche am Tag des Sonnenaufgangs des Heiligen Clemens, dem 23. November, ausgerichtet wurde. Auf dem schlichten, rot eingedeckten Satteldach sitzt ein Dachreiter, in dem sich die Stundenglocke befindet. Der Glockenturm stammt im Kern aus dem Jahr 1514, ist freistehend und befindet sich in nordwestlicher Richtung neben dem eigentlichen Kirchengebäude. Im Glockenstuhl hängen vier Glocken: 1 "Freude" (310 kg, 1954 – Ton h'), 2 "Friede" (450 kg, 1954 – Ton a'), 3 "Gloria" / "Gedächtnisglocke" (700 kg, 1740 – Ton g'), 4 "Dank" (820 kg, 1958 – Ton e').

## Ausstattung

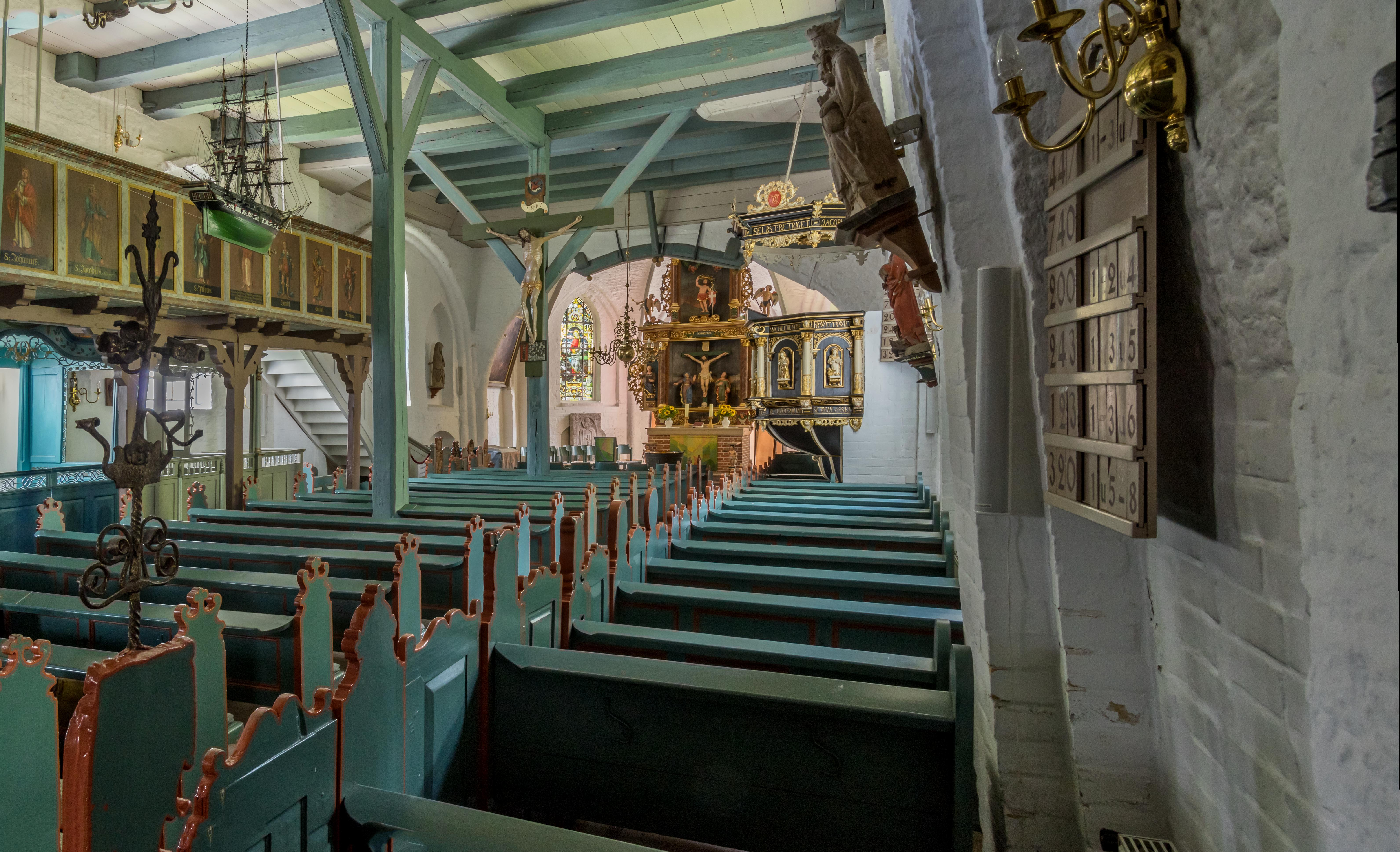
Blick zum Altar

Im Innenraum befindet sich eine reichhaltige Kirchenausstattung aus mehreren Epochen. Das bronzene Taufbecken stammt aus dem 13. Jahrhundert. Johann Adolfi Köster, genannt Neocorus, der um 1600 Pastor der Gemeinde war, berichtet in seiner Chronik des Landes Dithmarschen, es sei vom Seeräuber Cord Widderich im 15. Jahrhundert von der Insel Pellworm geraubt worden. Von der Decke hängt ein Modell des Dreimasters „Der milde Herbst“. An der Nordseite befinden sich unterhalb einer Empore mehrere Gestühlwangen aus dem 17. Jahrhundert sowie die Johannsenloge von 1801, die Nummsenloge aus dem 19. Jahrhundert sowie ein Predigerstuhl aus dem Jahr 1671. Hinter dem Aufgang zur Empore in Richtung Chor fällt eine Holzplastik der Maria aus der Triumphkreuzgruppe auf, die aus dem Jahr 1495 stammt. Ihr gegenüber befindet sich Johannes. Die Fenster im Chor enthalten biblische Szenen, wie etwa „Jesus erscheint Maria Magdalena“, eine Spende einer Privatperson aus dem Jahr 2000. Die südlichen Chorfenster sind deutlich älter, beispielsweise das Fenster „Christus und das Meer“, eine Stiftung des Fischereivereins aus dem Jahr 1911 oder „Der barmherzige Samariter“ eines Ehrenkurgastes aus Lübeck aus dem Jahr 1939. Darunter stehen mehrere Grabplatten von Pastoren und Predigern, die in der Kirche gewirkt haben. Auf der gegenüberliegenden Seite an der Südwand steht östlich der Kanzel eine Gestühlwange der Osterwurdingmannen aus dem Jahr 1672, westlich davon eine Standfigur „Heilige Margarethe“ von 1520 sowie weitere Gestühlwangen aus dem 16. Jahrhundert, von denen eine Martin Luther zeigt. Der Altar stammt, wie auch die Kanzel, aus dem Jahr 1712, zeigt die Kreuzigungsszene und wird von den Allegorien Glaube und Hoffnung eingerahmt. In der Mitte der Kirche befindet sich ein Triumphkreuz mit Corpus, das 1495 vom „Viceinspektor der Bauernrepublik Dithmarschen“ Andreas Brues angebracht wurde.

## Orgel
Die Orgel wurde 1983 von dem dänischen Orgelbauer Marcussen & Søn erbaut und am 3. Juli eingeweiht. Das Schleifladen-Instrument hat 26 Register auf zwei Manualen und Pedal. Die Spiel- und Registertrakturen sind mechanisch.
| I Hauptwerk C–g3 |       |
| Principal        | 8′    |
| Gedackt          | 8′    |
| Oktav            | 4′    |
| Rohrflöte        | 4′    |
| Nasat            | 2 ⁄3′ |
| Oktav            | 2′    |
| Blockflöte       | 2′    |
| Mixtur III-IV    | 1 ⁄3′ |
| Trompete         | 8′    |
| Tremulant        |       |
| Cymbelstern      |       |

| II Brustwerk C–g3 |        |
| Gedackt           | 8′     |
| Spitzgamba        | 8′     |
| Holzprincipal     | 4′     |
| Quinte            | 2 ⁄3′  |
| Oktav             | 2′     |
| Terz              | 1 3⁄5′ |
| Quinte            | 1 ⁄3′  |
| Blockflöte        | 1′     |
| Vox Humana        | 8′     |
| Tremulant         |        |

| Pedalwerk C–f1  |       |
| Subbaß          | 16′   |
| Oktav           | 8′    |
| Gedackt         | 8′    |
| Oktav           | 4′    |
| Rauschquinte IV | 2 ⁄3′ |
| Posaune         | 16′   |
| Trompete        | 8′    |
| Clairon         | 4′    |

- Koppeln: II/I, I/P, II/P

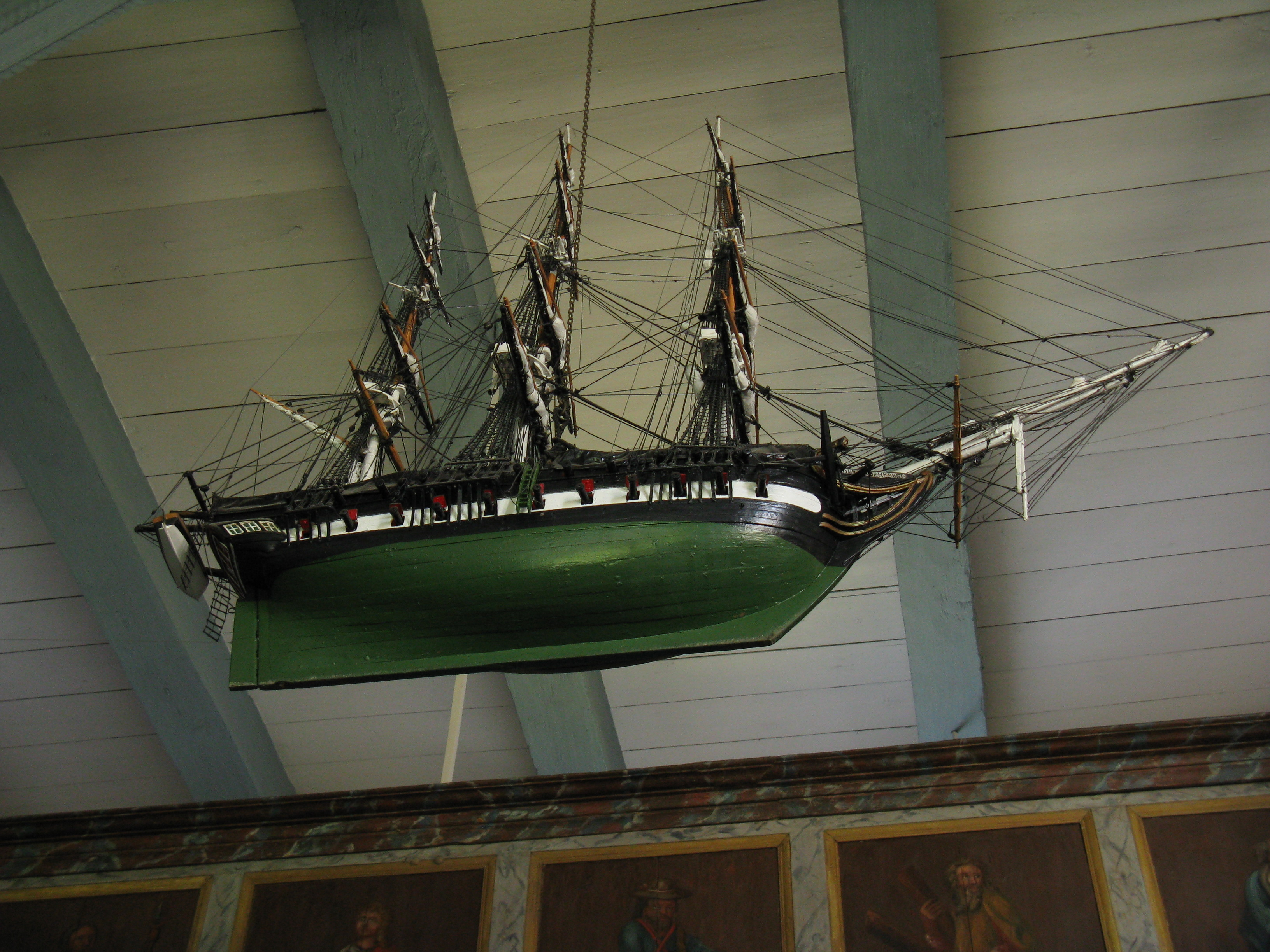
Votivschiff
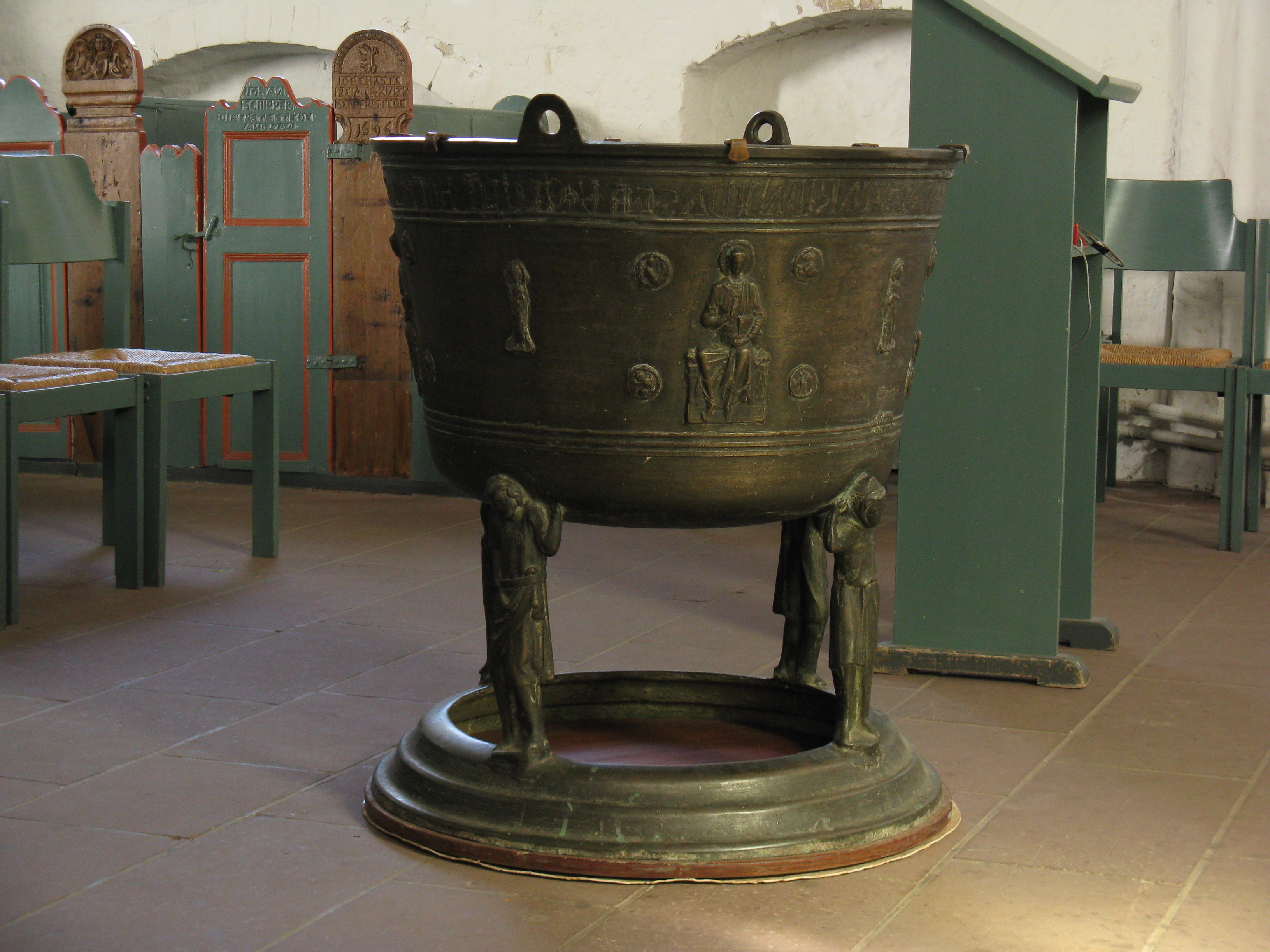
Bronzenes Taufbecken
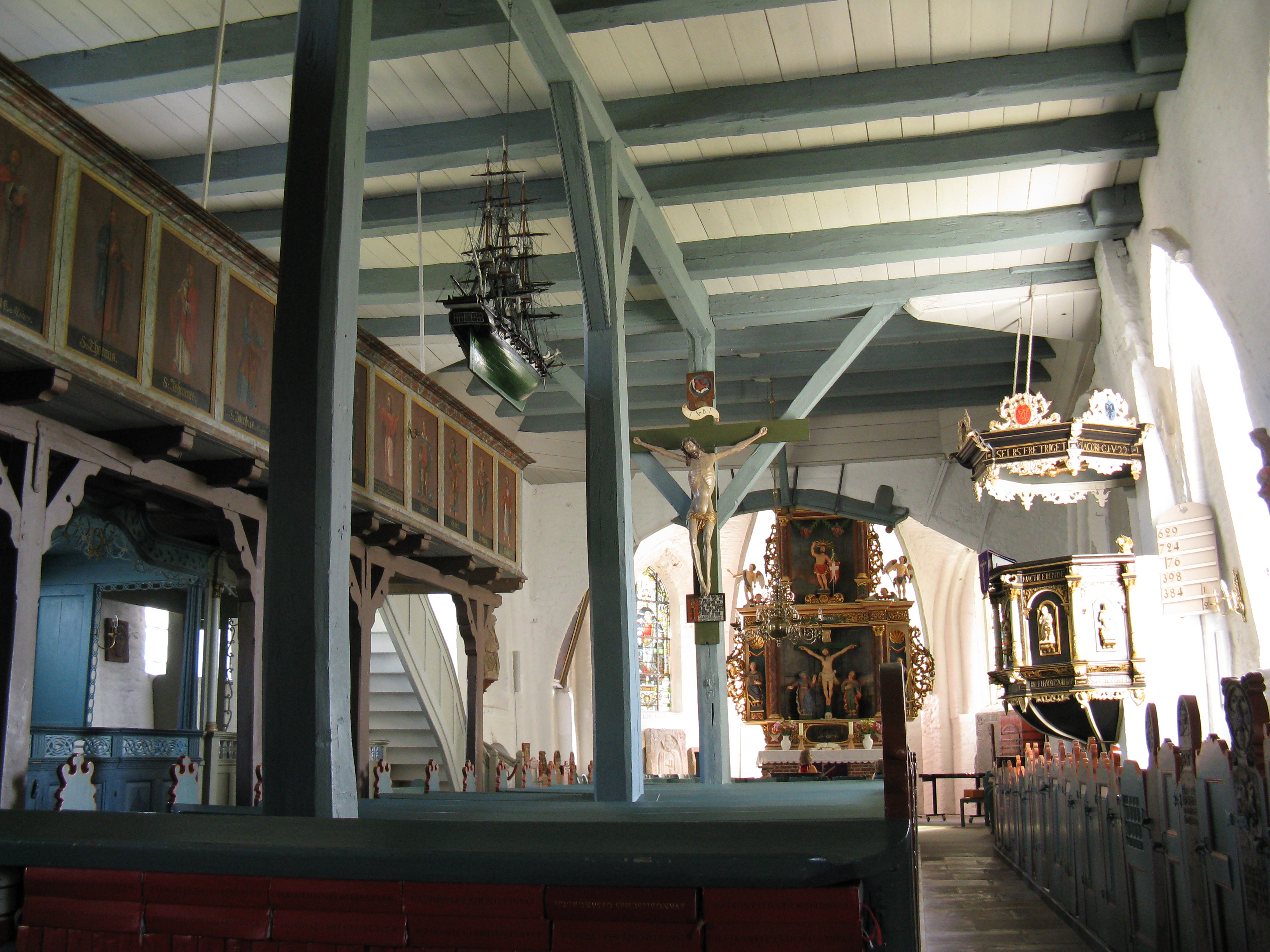
Innenraum mit Kanzel
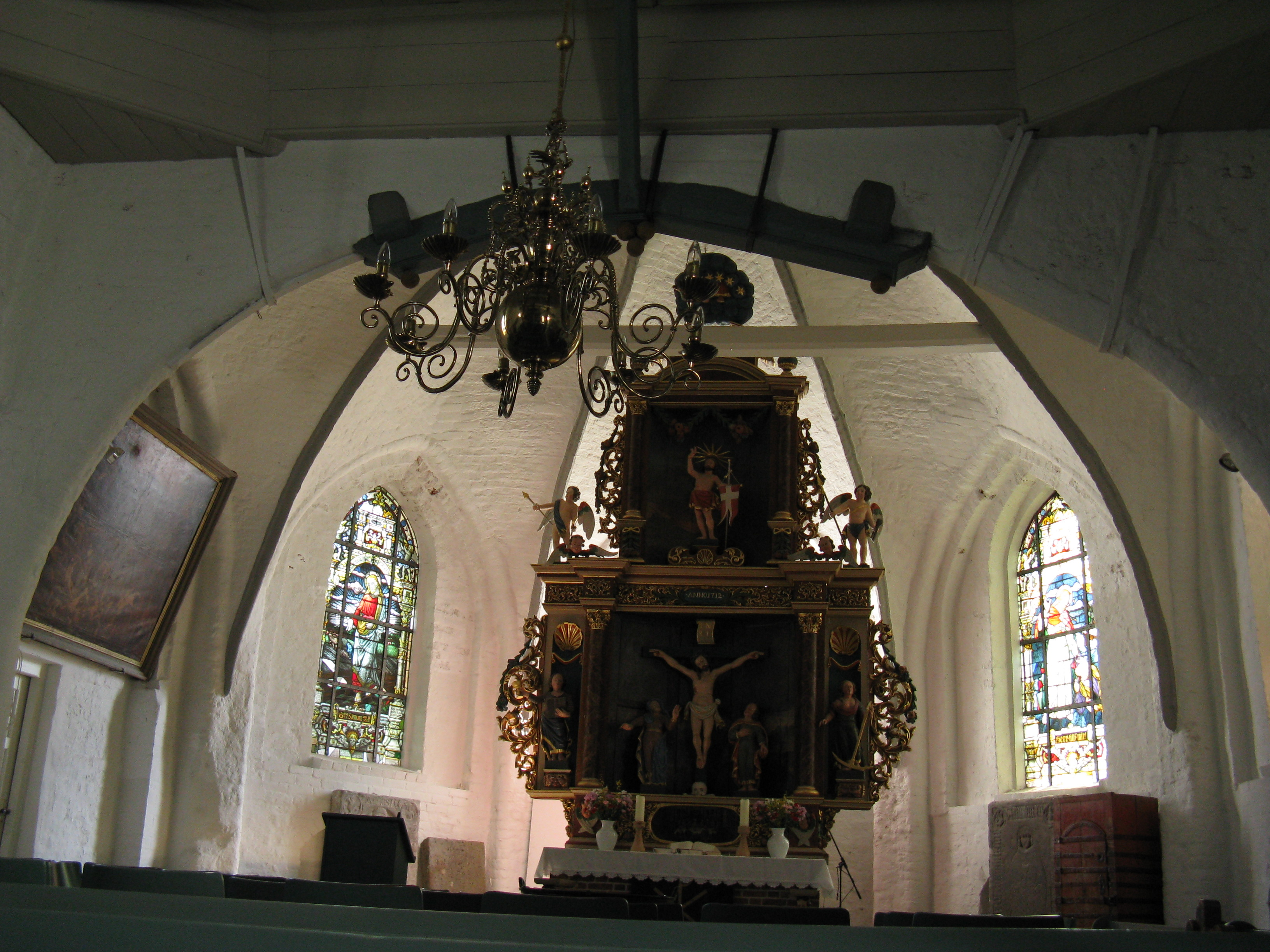
Altar und Glasfenster